# Association des Églises baptistes d'Irlande
L’Association des Églises baptistes d'Irlande (anglais : Association of Baptist Churches in Ireland) est une association chrétienne évangélique d'églises baptistes en Irlande et en Irlande du Nord. Son siège est situé à Moira.

## Histoire

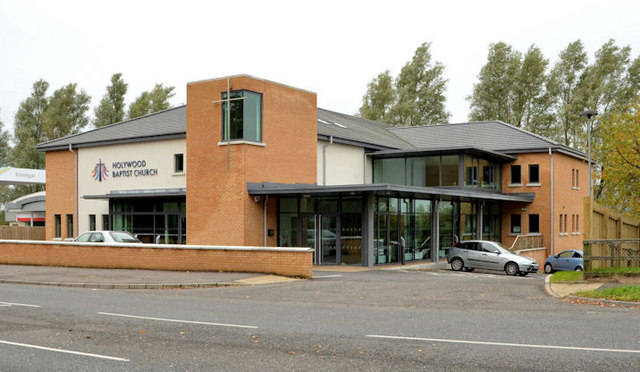
Église baptiste d’Holywood.

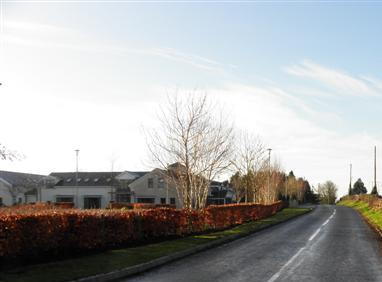
Collège baptiste irlandais à Moira.

L’association a ses origines dans l’établissement d'églises baptistes à Cork (1640), Dublin (1642) et Waterford (1650) . En 1725, il y avait 11 églises baptistes et 9 ont formé l'Irish Baptist Association . L'Association baptiste irlandaise a été réorganisée en 1862 et remplacée par l'Union baptiste d'Irlande en 1895 . En 1999, l'Union a repris son nom d'origine . Selon un recensement de la confession publié en 2023, elle disait avoir 118 églises et 8,500 membres.

## École
Elle est partenaire du Collège baptiste irlandais fondée en 1892 par une église membre.